# 出雲警察署
出雲警察署（いずもけいさつしょ）は、島根県警察が管轄する警察署の一つである。

## 所在地
- 島根県出雲市塩冶有原町2丁目19番

## 管轄区域
- 出雲市

## 沿革
- 2005年4月1日 ‐平田警察署・大社警察署を統合。統合に伴い、平田警察署が出雲警察署平田広域交番に、大社警察署が出雲警察署大社広域交番に改称する。
- 2015年4月‐ 荘原駐在所・出東駐在所・直江駐在所・伊波野駐在所が統合し、直江駐在所敷地に新たに斐川交番を開設する。
- 2025年1月14日‐出雲警察署の新庁舎が完成し業務を開始する。前庁舎は別館として引続き使用する。[1]。

## 組織
- 総務課 - 総務係、被害者支援係、警察相談係
- 留置管理課 - 留置管理係
- 会計課 - 会計係、遺失物係
- 生活安全課 - 生活安全係、人身安全係、少年係、特別法犯捜査係
- 地域課 - 地域第一係、地域第二係、パトロール係
- 刑事第一課 - 刑事指導係、告訴・告発対応係、強行犯係、盗犯係、鑑識係
- 刑事第二課 - 知能犯係、組織犯罪係、特殊詐欺捜査係
- 交通総務課 - 交通総務係、交通規制係
- 交通捜査課 - 交通捜査指導係、交通捜査第一係、交通捜査第二係、交通捜査第三係
- 警備課 - 警備係

## 広域交番
（）の中は所在地。
- 平田広域交番（出雲市平田町2438番地3）
- 大社広域交番（出雲市大社町杵築東57番地2）

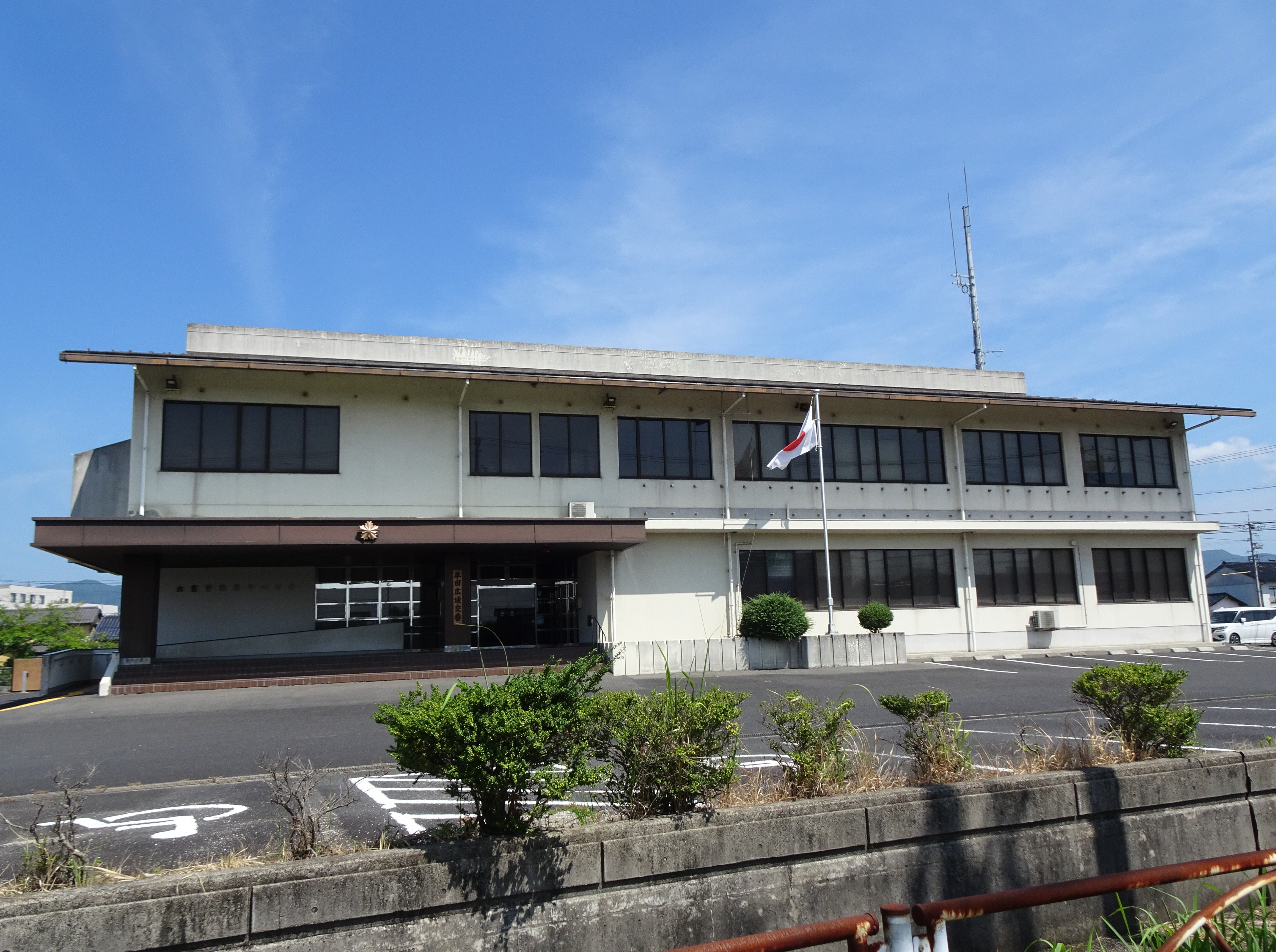
平田広域交番（旧平田警察署）
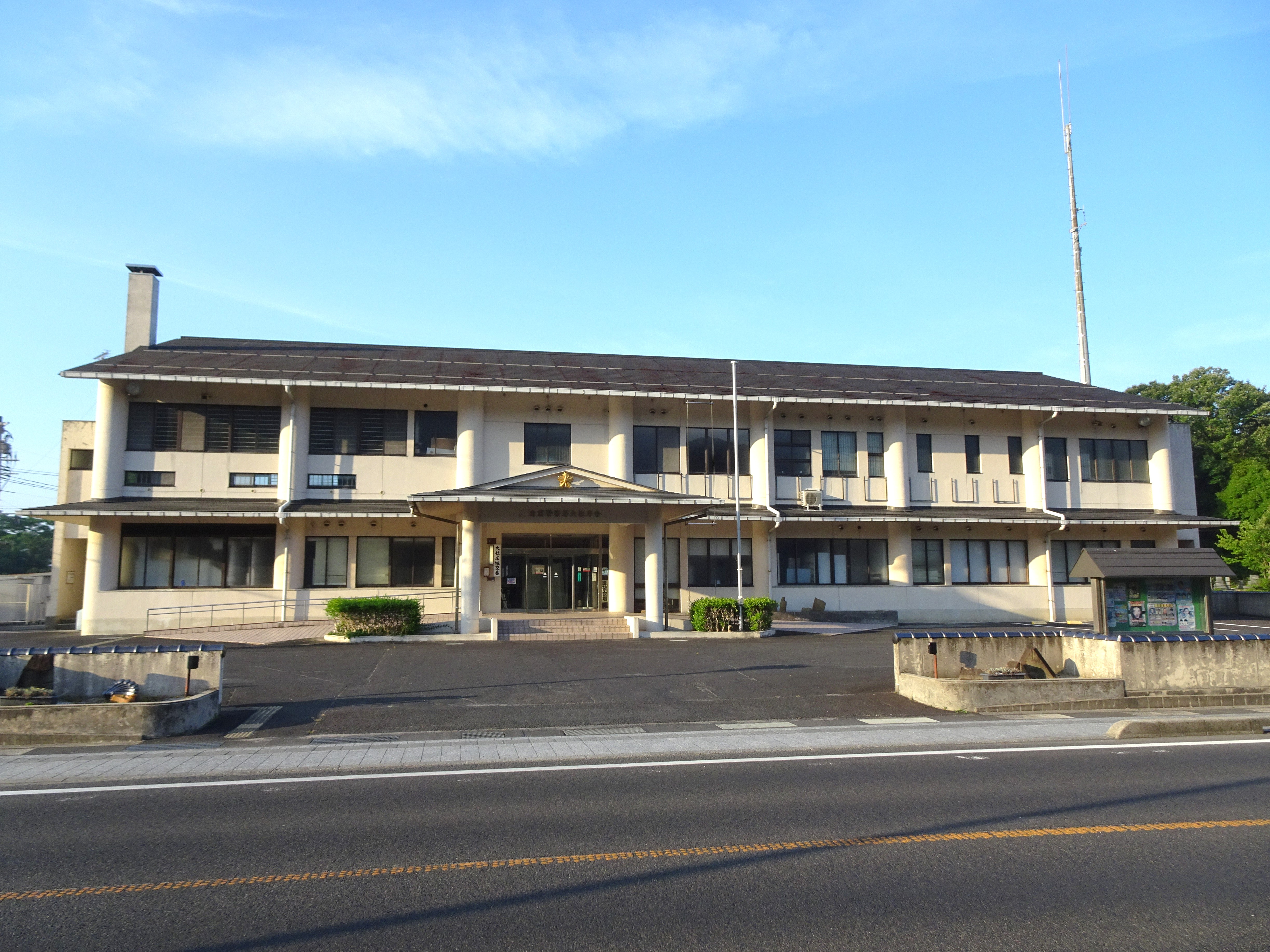
大社広域交番（旧大社警察署）

## 交番
（）の中は所在地。
- かわと交番（出雲市高岡町483番地2）
- 出雲市駅前交番（出雲市駅北町2番地5）
- 出雲西交番（出雲市神門町1393番地1）
- 斐川交番（出雲市斐川町直江5301番地）

## 駐在所
（）の中は所在地。
- 朝山駐在所（出雲市所原町282番地1）
- 稗原駐在所（出雲市稗原町2828番地5）
- 湖陵駐在所（出雲市湖陵町三部1229番地2）
- 多伎駐在所（出雲市多伎町多岐116番地4）
- 佐田駐在所（出雲市佐田町八幡原178番地21）
- 小境駐在所（出雲市小境町387番地21）
- 小伊津駐在所（出雲市三津町70番地8）
- 十六島駐在所（出雲市十六島町325番地1）
- 日御碕駐在所（出雲市大社町日御碕492番地3）

## 派出所
（）の中は所在地。
- 出雲空港派出所（出雲市斐川町沖洲2633番地1）